# Ludwigsparkstadion
Het Ludwigsparkstadion is een stadion in de Duitse stad Saarbrücken. Het werd geopend op 2 augustus 1953 geopend en het is het grootste stadion van de deelstaat Saarland. Het wordt voornamelijk gebruikt als thuisstadion van de voetbalclub 1. FC Saarbrücken en de Americanfootballclub Saarland Hurricanes. Het stadion heeft 35.303 plaatsen, waarvan 8303 zitplaatsen.

## Geschiedenis
Op 28 maart 1954 zagen 53.000 mensen de WK-kwalificatiewedstrijd van Saarland tegen Duitsland (1:3). Dit is nog altijd het toeschouwersrecord.

## Fans
Het blok D1 en vanaf het seizoen 2005/2006 E2 zijn de fanblokken van FC Saarbrücken. Gastsupporters worden in de blokken C1 en C2 gehuisvest.

## Verbouwing
In februari 2015 is gestart met de voorbereiding op de verbouwing van het stadion. De huidige plannen zijn om aan alle kanten tribunes te plaatsen zodat het stadion uiteindelijk 18.000 toeschouwers zal kunnen huisvesten.
De oplevering van het stadion staat voor juli 2017 gepland. Tijdens de verbouwing kan 1. FC Saarbrücken van januari 2016 tot juli 2017 geen gebruik maken van haar stadion. Vanaf het seizoen 2017/18 zal 1. FC Saarbrücken dan ook in het vernieuwde stadion spelen.
Allianz Arena (FC Bayern München) ·
BayArena (Bayer Leverkusen) ·
Borussia-Park (Borussia Mönchengladbach) ·
Deutsche Bank Park (Eintracht Frankfurt) ·
Europa-Park Stadion (SC Freiburg) ·
Holstein-Stadion (Holstein Kiel) ·
Mewa Arena (1. FSV Mainz 05) ·
MHPArena (VfB Stuttgart) ·
Millerntor-Stadion (FC St. Pauli) ·
Red Bull Arena (Leipzig) (RB Leipzig) ·
Rhein-Neckar-Arena (TSG 1899 Hoffenheim) ·
Signal Iduna Park (Borussia Dortmund) ·
Alte Försterei (1. FC Union Berlin) ·
Volkswagen-Arena (VfL Wolfsburg) ·
Voith-Arena (1. FC Heidenheim 1846) ·
Vonovia Ruhrstadion (VfL Bochum) ·
Weserstadion (Werder Bremen) ·
WWK ARENA (FC Augsburg)
Donaustadion (SSV Ulm 1846) ·
Eintracht-Stadion (Eintracht Braunschweig) ·
Fritz-Walter-Stadion (1. FC Kaiserslautern) ·
Heinz-von-Heiden-Arena (Hannover 96) ·
Home Deluxe Arena (SC Paderborn 07) ·
Jahnstadion Regensburg (Jahn Regensburg) ·
Max-Morlock-Stadion (1. FC Nürnberg) ·
MDCC-Arena (1. FC Magdeburg) ·
Merkur Spiel-Arena (Fortuna Düsseldorf) ·
Olympiastadion (Hertha BSC) ·
Preußenstadion (SC Preußen Münster) ·
RheinEnergieStadion (1. FC Köln) ·
Sportpark Ronhof (SpVgg Greuther Fürth) ·
Stadion am Böllenfalltor (SV Darmstadt 98) ·
Ursapharm-Arena an der Kaiserlinde (SV Elversberg) ·
Veltins-Arena (Schalke 04) ·
Volksparkstadion (HSV) ·
Wildparkstadion (Karlsruher SC)
Audi-Sportpark (FC Ingolstadt 04) ·
Brita-Arena (SV Wehen Wiesbaden) ·
Carl-Benz-Stadion (SV Waldhof Mannheim) ·
DDV-Stadion (Dynamo Dresden) ·
Erzgebirgsstadion (FC Erzgebirge Aue) ·
Hardtwaldstadion (SV Sandhausen) ·
LEAG Energie Stadion (Energie Cottbus) ·
Ludwigsparkstadion (1. FC Saarbrücken) ·
Ostseestadion (Hansa Rostock) ·
SchücoArena (DSC Arminia Bielefeld) ·
Sportclub Arena (SC Verl) ·
Sportpark Höhenberg (FC Viktoria Köln 1904) ·
Sportpark Unterhaching (SpVgg Unterhaching) ·
Stadion an der Bremer Brücke (VfL Osnabrück) ·
Stadion an der Hafenstraße (Rot-Weiss Essen) ·
Stadion Rote Erde (Borussia Dortmund II) ·
Städtisches Stadion an der Grünwalder Straße (TSV 1860 München) ·
Tivoli (Alemannia Aachen) ·
WIRmachenDRUCK Arena (VfB Stuttgart II)